# Chattisham
Chattisham ist ein Dorf und eine Verwaltungseinheit im District Babergh in der Grafschaft Suffolk, England. Chattisham ist 7,9 km von Ipswich entfernt. Im Jahr 2022 hatte es eine Bevölkerung von 170. Chattisham wurde 1086 im Domesday Book als Cetessam erwähnt.